# Uhlandstraße 70 (Heilbronn)

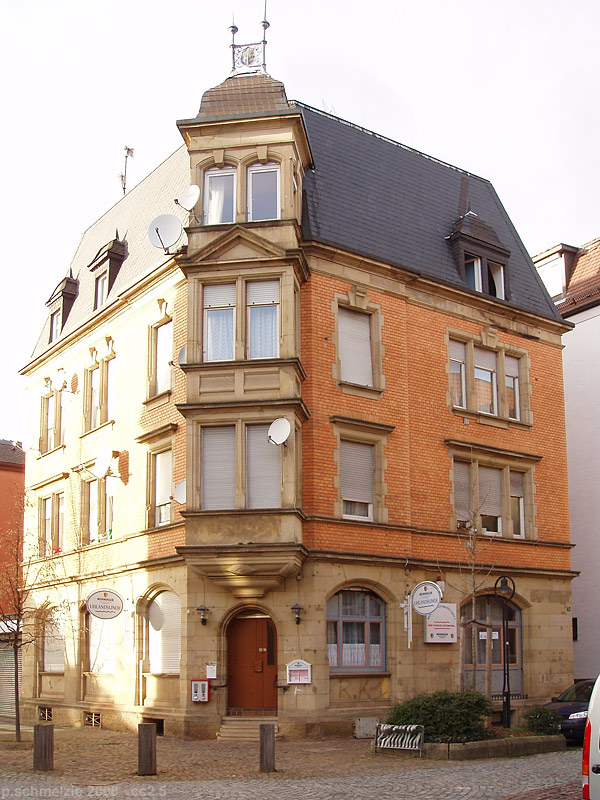
Uhlandstraße 70

Das Haus Uhlandstraße 70 ist ein denkmalgeschütztes Gebäude in Heilbronn.

## Beschreibung
Das Haus an der Uhlandstraße 70 wurde 1898 von Carl Dederer für den Holzbildhauer Friedrich Klenk nach Plänen von August Dederer im Stil des Späthistorismus errichtet. Bemerkenswert ist der Eckerker an der abgeschrägten Gebäudekante. Die Fenster des Erkers und der Fassade sind abwechslungsreich gestaltet worden. So befinden sich auf der einen Seite der Fassade Zwillingsfenster und auf der anderen Seite Drillingsfenster.

## Geschichte
Im Erdgeschoss befanden sich ursprünglich ein Kolonialwarenladen und die Gaststätte Uhlandslinde. Den Namen behielt die Gaststätte auch unter mehreren nachfolgenden Wirten und Wirtinnen. In den 1950er und 1960er Jahren gehörte das Gebäude den Erben von Friedrich Klenk. Pächter der Uhlandslinde war 1950 Eugen Klozenbücher, 1961 Lotte Glock. Das Ladengeschäft nutzte die Landesprodukte- und Futtermittelhandlung von Karl Kreß Nachfolger. Ab 1977 wurde die Uhlandslinde als Gaststätte Hufeisen, vorm. Uhlandslinde weitergeführt.
Der Keller des Gebäudes wurde von 1961 bis 1973 vom Jazzclub „Cave 61“ genutzt.